# Hizla
Hizla è un sottodistretto (upazila) del Bangladesh situato nel distretto di Barisal, divisione di Barisal. Si estende su una superficie di 515,36 km² e conta una popolazione di 166.265 abitanti (dato censimento 1991).